# Offshore-Windpark Riffgat

Lage von Riffgat innerhalb der Windparks in der Deutschen Bucht

Riffgat ist der Name eines Offshore-Windparks 15 Kilometer nordwestlich der Insel Borkum, nördlich des gleichnamigen Schifffahrtsweges in der südlichen Nordsee. Der Windpark wurde nach 14 Monaten Bauzeit am 10. August 2013 eingeweiht und ging am 12. Februar 2014 in Betrieb.

## Allgemeines
Das Oldenburger Energieversorgungsunternehmen EWE und die Enova aus Bunderhee investierten gemeinsam in den Windpark und betreiben ihn über die Offshore-Windpark Riffgat GmbH & Co. KG. Der Windpark gehört seit Ende 2020 vollständig zu EWE, die die Anteile von Enova übernahm. Die Offshore-Windpark Riffgat GmbH & Co. KG wurde zum 1. Januar 2022 umfirmiert auf die Offshore-Windpark Riffgat GmbH. Der Windpark besteht aus 30 Windenergieanlagen des Typs Siemens SWT-3.6-120 mit einer Nennleistung von insgesamt 113,4 MW. Das Regelarbeitsvermögen von 474 Gigawattstunden kann Strom für rechnerisch etwa 120.000 Haushalte produzieren. Der Windpark umfasst eine Fläche von sechs Quadratkilometern.
Nach Durchführung eines Raumordnungsverfahrens und einer Umweltverträglichkeitsprüfung genehmigte das Gewerbeaufsichtsamt Oldenburg mit Bescheid vom 29. September 2010 den Bau und Betrieb des Windparks auf Grundlage des Bundes-Immissionsschutzgesetzes. Gegen den Vorbescheid vom 22. Januar 2008 klagte die Stadt Borkum. Die Klage wurde als unzulässig aufgrund fehlender Klagebefugnis abgewiesen.
Das Investitionsvolumen beträgt nach der Planung 2011 rund 480 Millionen Euro. Technische Anforderungen an die Anlagenfundamente aber auch Territorialfragen verzögerten den für 2011 geplanten Baubeginn. Ursprünglich sollten die Bauarbeiten Ende 2012 abgeschlossen sein. Der Baubeginn vor Ort erfolgte schließlich im Mai 2012.
Im August 2013 war der Windpark fertiggestellt, allerdings fehlte noch ein Stück Seekabel der Netzanbindung zum Festland.

## Standort
Der Offshore-Windpark Riffgat befindet sich in circa vier Kilometer Entfernung südlich des Verkehrstrennungsgebietes Terschelling – Deutsche Bucht, etwa vier Kilometer westlich der Grenze zum Nationalpark Niedersächsisches Wattenmeer und in gut 15 Kilometer Entfernung in nordwestlicher Richtung von der Insel Borkum.
Der Windpark liegt innerhalb der Zwölf-Meilen-Zone, damit gilt die Zuständigkeit des Bundeslandes Niedersachsen. Der Windpark befindet sich in den potenziellen Eignungsgebieten für Offshore-Windenergienutzung, die das Land Niedersachsen in seinem „Aktionsprogramm zur Offshore-Windenergienutzung“ ausgewiesen hat und direkt nördlich des vom Land Niedersachsen proklamierten Naturschutzgebiet Borkum Riff.

## Bauverlauf
Anfang 2012 wurde das Baugebiet auf hier versenkte Munition und Kampfstoffe aus dem Zweiten Weltkrieg untersucht. Es lagen zahlreiche Messgeräte aus. Im Mai 2012 wurde eine 500-Meter-Sicherheitszone um die vorgesehenen Standorte der Windenergieanlagen eingerichtet und mit sechs Kardinaltonnen abgesichert, so dass mit den Gründungen begonnen werden konnte. Bis zum 8. Juni 2012 liefen sogenannte Kolkschutzmaßnahmen durch Aufschüttungen von grobem Kies durch das Spezialschiff Rolling Stone.
Vom 15. Juni 2012 bis Anfang September 2012 wurden durch das Kranschiff Oleg Strashnov die 30 circa 70 m langen Gründungselemente (Monopiles) und die Zwischenstücke aufgebaut, auch die Kabelverlegearbeiten innerhalb des Parkes hatten bereits begonnen.
Im Februar 2013 wurde die in den Niederlanden gefertigte Umspannplattform „Riffgat“ im Windpark aufgestellt. Ab Anfang Mai 2013 wurden die 30 in Dänemark hergestellten Windenergieanlagen vom norwegischen Errichterschiff Bold Tern von Esbjerg geholt und im Baufeld auf die Fundamente gestellt. Bis zum 24. Juni 2013 war die Hälfte der 30 WEA montiert, die restlichen folgten noch im Sommer 2013. Der Bauabschluss wurde am 10. August 2013 mit dem niedersächsischen Ministerpräsidenten Stephan Weil und dem Wirtschaftsminister Olaf Lies in Norddeich gefeiert.
Am 13. Juli 2013 verunglückte ein 26-jähriger englischer Taucher bei Arbeiten zur Befestigung eines Kabels am Meeresboden tödlich.

## Netzanbindung und Verzögerung
Die 30 Windenergieanlagen werden durch Mittelspannungskabel mit einer Umspannplattform im Windpark verbunden, die den Strom auf Hochspannung von 155 kV transformiert. Von dort aus wird der Strom mittels einer 80 km langen externen Verbindung (davon 50 km Seekabel und 30 km Erdkabel) in das Umspannwerk Emden/Borssum (bei Borssum) geleitet. Die Einspeisung erfolgt in das öffentliche Stromnetz des Übertragungsnetzbetreibers Tennet TSO. Durch die verhältnismäßig geringe Entfernung zum Netzanbindungspunkt kann der Netzanschluss in konventioneller Drehstrom-Technik erfolgen. Die technisch aufwändige Einrichtung einer Hochspannungs-Gleichstrom-Übertragung (HGÜ) war wirtschaftlich nicht effizient.
Die Seekabeltrasse bis zum Anlandungspunkt nordwestlich von Pilsum wurde mit Planfeststellungsbeschluss vom 28. Juni 2011 durch die Niedersächsische Landesbehörde für Straßenbau und Verkehr genehmigt. Um das Seekabel zum Festland verlegen zu können, fanden 2012 auf der vorgesehenen Kabeltrasse Untersuchungen das Grundes statt. Dabei wurden wesentlich mehr Munition und Kampfmittel gefunden als vermutet. Das zu verlegende Seekabel verläuft im Nationalpark Niedersächsisches Wattenmeer im Bereich des Osterems-Fahrwassers. Erst Anfang September 2013 wurde gemeldet, dass die Munitionsreste vom zuständigen Kampfmittelräumdienst nun offenbar geräumt wurden und das restliche noch fehlende Kabelstück gelegt werden konnte. Am 12. Februar 2014 konnte die Netzanbindung von Riffgat schließlich in den Betrieb gehen und Windstrom von der See an Land transportieren. Die Windenergieanlagen wurden nun Stück für Stück in Betrieb gesetzt.
In der Zwischenzeit konnten die Windenergieanlagen trotz Betriebsbereitschaft keinen Strom produzieren und mussten stattdessen mit Strom aus Dieselgeneratoren versorgt werden. Entschädigungszahlungen an den Windparkbetreiber werden über die Offshore-Netzumlage auf den Strompreis in Deutschland aufgeschlagen. Dem Windpark kam durch die Folgen der Verzögerung mediale Aufmerksamkeit zu.
Ende November 2015 gab es wieder einen Defekt am Seekabel, sodass der Windpark keinen Strom lieferte. Die Stelle wurde lokalisiert, zur Behebung des Schadens musste die Umgebung davon zunächst allerdings auf Kampfmittelreste untersucht werden. Am 12. Mai 2016 wurde die Einspeisung nach Reparatur wieder freigegeben.
Für das geplante und umstrittene Gasförderprojekt N05-A in der Nordsee ist eine direkte Seekabel-Verbindung vom Offshore-Windpark zur Förderplattform vorgesehen.

## Grenzfrage
Der Bau des Windparks erfolgte in einem Gebiet, das Deutschland für sich in Anspruch nimmt. Jedoch beanspruchen auch die Niederlande einen Teil des Gebietes für sich. Daher war der Bau auch mit der Deutsch-Niederländischen Grenzfrage verbunden. Der Grenzverlauf ist in der Emsmündung zwischen beiden Staaten mit dem „Ems-Dollart-Vertrag“ von 1960 zwar geregelt, aber nicht abschließend geklärt. Der Windpark wurde im äußeren Mündungsgebiet der Ems errichtet, auch dort gibt es eine deutsche und eine niederländische Auffassung des Grenzverlaufes. Am 24. Oktober 2014 kam es hierzu zur Unterzeichnung eines völkerrechtlichen Vertrags durch die Außenminister der Bundesrepublik Deutschland und der Niederlande, dessen Ratifizierung im Juni 2016 abgeschlossen wurde.
Das Projekt wurde von deutscher Seite (Land Niedersachsen) genehmigt.